# آنالیزا ون‌در پل
آنالیزا وَن‌دِر پُل (هلندی: Anneliese van der Pol؛ زادهٔ ۲۳ سپتامبر ۱۹۸۴) یک موسیقی‌دان، هنرپیشه، مانکن، خواننده و هنرمندِ رقص اهل هلند است. وی از سال ۱۹۹۹ میلادی تاکنون مشغول فعالیت بوده‌است.
او در فیلم مکیدن خون‌آشام بازی کرده‌است.